# Keneō

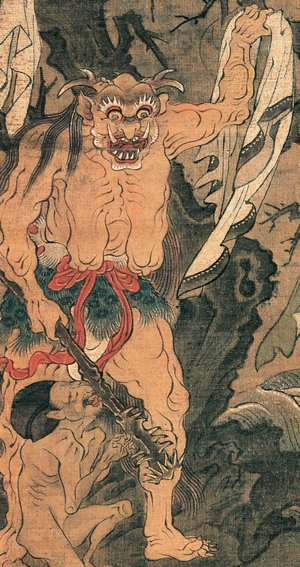
Keneō dans une peinture de Tosa Mitsunobu.

Keneō (懸衣翁) est un vieil homme légendaire assis au bord de la rivière Sanzu dans la mythologie japonaise. 

## Légende
Quand l'âme d'un défunt arrive pour traverser le cours d'eau, Datsue-ba force les pécheurs à se déshabiller puis Keneō accroche les vêtements sur les branches d'un arbre qui plient alors pour mesurer le poids des péchés. Différentes punitions sont ensuite exécutées par le duo. Pour ceux qui ont volé, par exemple, Datsue-ba leur brise les doigts et, avec Keneō, attache la tête du pécheur à ses propres pieds.